# Nichi Vendola
Nicola Vendola, conhecido como Nichi Vendola (Bari, 28 de agosto de 1958), é um político italiano. Foi presidente do  partido Sinistra Ecologia Libertà, extinto em 2016..